# Comté de Buffalo (Wisconsin)
Pour les articles homonymes, voir Comté de Buffalo.
Le comté de Buffalo (en anglais : Buffalo County) est l'un des 72 comtés de l'État du Wisconsin, aux États-Unis.

## Géographie
D'après le United States Census Bureau, le comté a une surface de 1 838 km² (710 mi²), dont 1 773 km2 (684 mi²) sont des terres et 65 km2 (25 mi²) de surfaces aquatiques (lacs, rivières...)

### Comtés limitrophes
| Nord-Ouest : Comté de Pepin |                       | Nord-Est : Comté d'Eau Claire |
| Ouest : Comté de Wabasha    | Comté de Buffalo      | Est: Comté de Trempealeau     |
|                             | Sud : Comté de Winona |                               |